# Nella princesse chevalier
Nella princesse chevalier (Nella the Princess Knight) est une série télévisée d'animation brittano-américaine en 68 épisodes de 22 minutes créée par Christine Ricci, entre le 6 février 2017 et le 8 décembre 2019 sur Nickelodeon puis sur Nick Jr.. Les trois derniers épisodes ont été mis en ligne en 2021 sur Paramount+.
En France, la série est diffusée depuis le 13 janvier 2018 dans Tfou sur TF1 puis rediffusée sur Nickelodeon Junior, et au Québec depuis le 9 mars 2018 sur Yoopa.

## Synopsis
La série suit la princesse Nella, une fille qui sauve les citoyens du royaume de ses parents en devenant une princesse chevalier. Elle part en mission avec Trinket, Sir Garrett et Clod. Ensemble, ils poursuivent des quêtes, résolvent des mystères et apprennent de précieuses leçons.

## Distribution

### Voix originales

#### Personnages principaux
- Princesse Nella : Akira Golz
- Trinket : Samantha Hahn
- Sir Garrett : Micah Gursoy
- Clod : Matthew Gumley

#### Personnages secondaires
- Roi Papa : Ty Jones
- Reine Maman : Rebecca Soler
- Princesse Norma : Courtney Shaw
- capitaine de la garde : Tyler Bunch
- Sir Blaine : Kobi Frumer
- Willow : Maya Tanida
- Olivia : Alyson Leigh Rosenfeld
- Gork : Adam Sietz
- Polkadottie : Anne Lewis
- Minatori : Ashley Albert

#### Antagonistes
- Badalf, le méchant magicien : Chris Critelli
- Les Frostbite Brothers : Pierce Cravens

### Voix françaises
- Maeva Méline : Princesse Nella
- Maxime Beaudoin : Clod
- Fred Colas : le capitaine de la garde / Sir Hanton / Roi papa (chant et 2e voix parlée) / voix additionnelles
- Ana Piévic : Reine maman / Flutter
- Aurélie Konaté : Smelgly
- Christophe Lemoine
- Tiffanie Jamesse
- Gwenaëlle Jégou
- Antoine Lelandais
- Cindy Lemineur
- Arthur Pestel
- Magali Rosenzweig

 Source et légende : version française (VF) sur RS Doublage

## Production

### Développement
La série est produite par la société de production britannique Brown Bag Films. Le 24 mai 2017, elle est renouvelée pour une deuxième saison.

### Fiche technique
Sauf indication contraire, les informations mentionnées dans cette section peuvent être confirmées par la base de données cinématographiques IMDb,  présente dans la section « Liens externes ».
- Titre français : Nella princesse chevalier
- Titre original : Nella the Princess Knight
- Création : Christine Ricci
- Réalisation : Jez Hall, John Taylor, Isabella Molley
- Scénario : Clark Stubbs, Lucas Mills, Jim Nolan, Alison McDonald, Kevin Del Aguila, Naomi Smith, Jessica Silcock, Dana Chan, Emma Nisbet, Bonita Pietila, Fuschia Walker, Ashley Mendoza, Ron Holsey, Liam Farrell, Sarah Jenkins, Chris Nee, Dustin Ferrer
- Musique : Matt Mahaffey
- Production : Cathal Gaffney, Darragh O'Connell, Emma Fernando (exécutive), Gillian Higgins (exécutive)
- Société(s) de production : Brown Bag Films, Nickelodeon Productions
- Société(s) de distribution : ViacomCBS Domestic Media Networks
- Pays d'origine :  Royaume-Uni,  États-Unis
- Langue originale : Anglais
- Format : HDTV (1080i) (image), Stéréo (audio)
- Genre : Aventure, fantasy, musical
- Durée : 21 minutes
- Diffusion :  États-Unis,  Royaume-Uni,  Canada,  France,  Québec
- Classification : Tout public

### Diffusion internationale
La série est diffusée aux États-Unis le 6 février 2017 sur Nickelodeon et elle est diffusée au Canada le 6 mai 2017 sur Treehouse TV.

## Épisodes

### Première saison (2017-2018)
1. Un monstre dans la grotte / La partie de cache-cache (Knighty Knight Dragons / Inside and Seek)
2. L'invitation / Rubis l'oiseau flamboyant (Sir Clod / Up All Knight)
3. Le récital royal / Le dragon à pois rose (Princess Nella's Orc-hestra / The Blaine Game)
4. Une mission importante / Une très grosse surprise (New Kid in the Kingdom / Big Birthday Surprise)
5. La parade de l'amitié / Le concours de jardinage (That's What Best Friends Are For / In Hot Watermelon)
6. La dragonne à l'haleine fétide / Le sorbet royalicieux (The Dragon Bully / Royaliscious Plumberry)
7. La messagère / Le tournoi de bowling (The Flutter Blunder / A Striking Surprise)
8. Les épreuves du carnaval / Une après-midi au bord de l'eau (The Sparkle Fest Showdown / The Sparkle Splash Friends Day)
9. L'éléphaile / Le gentil dragon qui faisait peur (Sir Coach's Knightly Trading Card / A Knight's Tale)
10. Les meilleures amies / Le monocle de Cici (Three's a Crowd / More Than Meets the Eye)
11. Un baiser pour aller prendre le thé / Le trinketissime chef-d'œuvre (No Gown, No Crown, No Party / Clod Monet)
12. Une journée en famille à la plage / Titre français inconnu (Royally Awesome Beach Day / Stop Dragon Me Around)
13. La grande Kermesse / Quel est votre talent ? (The Share Faire / Hooves Got Talent?)
14. La dragonne d'acier / Un désaccord géant (Of Critters and Dragons / Carriages, Carts and Giantmobiles)
15. Nella contre le sorcier malfaisant (Nella vs. The Wicked Wizard)
16. Le portrait de la famille royale / Les deux géants (Princess Nella's Perfect Family Picture / Giant Trouble)
17. La double invitation / L'étoile extraordinaire (Dueling Sleepovers / The Great Doodle Star)
18. L'Hippogriffe d'Halloween / Le roi Gork 1er (The Halloween Hippogriff / King Gork the First)
19. En piste, Trinket ! / Le dragon courageux (Trink On The Rink / The Brave Dragon)
20. La quête de Sire Coach / La dragonne chevalier (Sir Coach's Quest / The Dragon Knight)
21. L'autre faucon messager / Chacun son tour (Triple Play / Flutter 2.0)
22. De nouvelles amies chic et choc / Le grand tournoi de bravoure (The Fanciest of Them All / Practice Makes Progress)
23. La princesse chevalier de noël (The Knight Before Christmas)
24. Le grand festival de la neige / Etoiles de dragon, champions ! (Let It Snow / Go Dragondaisies ! Go !)
25. Les chevaliers randonneurs / La réconciliation (Sir Blaine's Quest for Badges / Trinket's Big Break)
26. La piscine de Trevor / Le citron géant (Surf's Down / One Giant Journey)
27. Le labyrinthe de Minatori / La journée des inventions (Nella's Amazing Adventure / Castlehaven Wrap Battle)
28. Le troc des cartes / Que la meilleure recette gagne ! (Tricks of The Trade / The Taste Race)
29. Des habits étincelants de propreté / Attrape-dragon (A Very Clothes Call / Dragon Taggin)
30. Le jour où la musique s'est arrêtée / Bienvenue chez Trinket (The Day The Music Stopped / The Clod Couple)
31. Une fête des mères royale / Un goûter catastrophique (Queen Mom's Day / Dragon Playdate Disaster)
32. Le Duc de Chatoimans / Le Mont Cœur-Vaillant (The Duke of Sparkleburg / A Royal Cliffhanger)
33. Quête au château / Observons des créatures (Quest in The Castle / Cute Critter Watching)
34. La licorne du lac / Le doudou de Trinket (The Unicorn of the Lake / Trinket's Toy Trouble)
35. Le fin mot de l'histoire / Dans la peau d'un iguane (Nella Ever After / One Two Switcheroo !)
36. Le Vaillar de la vaillance / Le musée de la magie chevaleresque (The Bravie Awards / The Museum of Knightly Magic)
37. Une princesse chevalier n'abandonne jamais / Jouter n'est pas gagner (A Princess Knight Never Gives Up / Joust About Time)
38. Haut les cœurs ! / Le gentil méchant monstre (Knight Riders / The Knight who Cried Seamonster)
39. Qui a gelé Trinket ? / Une amie ça n'a pas de prix (Frozen Trinket / Anything For a Friend)
40. Le bolide du courage / Le club d'aide et de sauvetage de Montclair (The Courage Carriage / Castlehaven Rescue Club)

### Deuxième saison (2018-2020)
Le 23 mai 2017, la série a été renouvelée pour une deuxième saison.
1. Le sauvetage de la licorne (The Unicorn Rescue)
2. Une fleur sublime / Le dragon qui mangeait les devoirs (Awesome Blossom / A Dragon Ate My Homework)
3. Une grande fête pour Norma / Le goûter de Minatori (Norma's Very Big Day / Minatori's Tea Party)
4. Clod et le château gonflable / Les nouveaux voisins (Clod's Big Bounce / The New Neighbors)
5. Un nouveau destrier / Mélodie au clair de lune (A Need for Steed / Trinket's Lost Voice)
6. Une coiffure à problème / Le grand chef Blaine (Trinket's Bad Hair Day / Blaine Stirs Things Up!)
7. Nella au bowling / La bague de mariage (Nella in Bowling Land / A Tricksy Wedding)
8. À la poursuite de la couronne / Le Clod-omatic (See You Later Gladiator / Clod O'Matic)
9. Panique à la fête de la boue / Meilleures amies pour la vie (Just Another Manic Mud Day / Best Friends Forever)
10. Les chevaliers de la Table Scintillante / Les chevaliers à la rescousse (Knights of the Sparkly Table / Knights to the Rescue)
11. Amies dans la victoire / Willow règle le problème à la racine (Winning Friends / Willow Gets to the Root of It)
12. La fée des dents / Repos forcé pour Garrett (The Tooth Fairy Tale / Tough Break for Garrett)
13. Un goûter plein de rebondissements / Fais dodo, Pierrot mon dragon (Bouncy Babies and Springy Kings / Rock-A-Bye-Baby)
14. Un gâteau extraordinaire / Les deux Nella (Piece of Cake / A Tale of Two Nellas)
15. Les grignons s'invitent / Les chevaliers journalistes (A Chompling Sleepover / Knights Making News)
16. Pommette, le dragon virtuose / L'intrépide destrier (Cheeks the Showstopper / Dwayning Day)
17. Les Flureuils ont froid / Le grand concert (Freezing Out the Fleagles / The Big Concert)
18. Le court de la reine / Une superbe photo (The Queen's Court / Picture Perfect)
19. Titres français inconnus (The Big Rush / Trinket's New Friend)
20. Titres français inconnus (Only When You Have Fireworks / Mermaid Melody)
21. Cici à la rescousse / Petits manèges et grandes joies (Cici Saves the Day / Big Little Rides)

## Univers de la série

### Les personnages

#### Personnages principaux
- Princesse Nella est une aventurière métisse et chevalier princesse de huit ans qui protège son royaume. Elle est intrépide, confiante, douce, serviable, facile à vivre, et une personne très amicale. Son exploration de divers passe-temps et autres intérêts sont à la base de plusieurs épisodes.
- Trinket est la licorne de Nella et sa meilleure amie qui aime la mode, la rendant très stylée. Elle soutient et encourage ses amis, et sera sérieuse si la situation l'exige, afin d'aider Nella à résoudre les problèmes.
- Sir Garrett est un chevalier qui suit Nella dans ses quêtes. Il recueille des cartes à collectionner qui identifient différents types de créatures magiques. Il est très intelligent et offre son intelligence pour aider le royaume aussi.
- Clod qui possède deux cornes sur la tête est le meilleur ami de Sir Garrett et il est aussi ami avec Nella et Trinket. Citer souvent, Clod est le soulagement comique de la bande.

#### Personnages secondaires
- Roi papa et renne maman sont les parents de Nella, les dirigeants du royaume. Ils sont généralement vus en prenant soin de Norma et d'autres questions de Castlehaven. Le roi papa est noir, tandis que la reine mère est blanche, ce qui fait que leurs filles sont métisses.
- Princesse Norma est la petite sœur de Nella.
- La brigade des chevaliers est un groupe de chevaliers maladroits mais bien intentionnés qui gardent le château royal.
- Sir Blaine est un chevalier méchant et autoritaire de neuf ans qui pense qu'il est le meilleur dans tout ce qu'il fait. Assez souvent, son ego lui cause des problèmes et il doit demander de l'aide.
- Willow est un agriculteur de sept ans qui a les cheveux verts et sait comment cultiver des plantes.
- Olivia est une princesse obsédée par le cousin de Sir Blaine.
- Fidget est un raton laveur violet et blanc.
- Fickle est un hibou rose.
- Gork est un orc.
- Polkadottie est un dragon à pois rose qui est initialement appelé Mme Dragon. Elle est la mère d'un dragon que Nella la trouve.
- Minatori est un minotaure amical.
- Tilly est un lapin.
- Cici est un cyclope.
- Smelgly est un dragon maladroit qui a du mal à se faire des amis.
- Sir Coach est un instituteur blindé.

#### Antagonistes
- Badalf, le magicien méchant est un sorcier qui veut voler toutes les choses de Castlehaven.
- The Frostbite Brothers, trois dragons de glace connus sous le nom de Snowpuff, Freezy et Frozey prennent le sac de cadeaux du Père Noël.

## Accueil

### Audiences
| Saison | Début de saison   | Début de saison | Début de saison | Fin de saison     | Fin de saison   | Fin de saison |
| Saison | Date de diffusion | Téléspectateurs | Ref.            | Date de diffusion | Téléspectateurs | Ref.          |
| ------ | ----------------- | --------------- | --------------- | ----------------- | --------------- | ------------- |
| 1      | 23 juin 2017      | 1 070 000       | [ 7 ]           | 2 novembre 2017   | NC              | -             |
| 2      | 21 novembre 2018  | 420 000         | [ 8 ]           | -                 | -               | -             |

### Réception critique
Emily Ashby de Common Sense Media a classé la série en 5 étoiles, déclarant que la série est « très amusante, remplie de moments amusants et de rencontres désordonnées dans un endroit où les arbustes peuvent peler les gens avec leurs fruits et leurs volcans ».

### Distinctions

#### Récompenses et Nominations
| Années | Récompenses        | Catégorie                               | Nomination                | Résultat |
| ------ | ------------------ | --------------------------------------- | ------------------------- | -------- |
| 2018   | NAACP Image Awards | Programme exceptionnel pour les enfants | Nella princesse chevalier | Lauréat  |

## Produits dérivés

### Sorties en DVD et disque Blu-ray
Nickelodeon et Paramount Home Entertainment ont sorti des DVD basé sur la série dont :
- le premier DVD sorti le 30 janvier 2018,
- le deuxième DVD sorti le 3 juillet 2018,
- le troisième DVD sorti le 5 février 2019.

### Livres
Le livre Nella's Unicorn Rescue a été publié le 7 mars 2017.